# Hässelby strand
Hässelby strand è un piccolo quartiere situato ad ovest di Stoccolma, nella periferica circoscrizione di Hässelby-Vällingby.
La moderna Hässelby Strand fu principalmente edificata durante gli anni cinquanta, così come l'omonima stazione della metropolitana, inaugurata ufficialmente il 19 novembre 1958. La fermata di Hässelby Strand rappresenta oggi un capolinea della linea verde, e dista circa 18 km dal centro di Stoccolma.